# ميهالي فودور
ميهالي فودور (بالمجرية: Fodor Mihály)‏ هو مصارع رياضي مجري، ولد في 8 يونيو 1950.

## وصلات خارجية
- ميهالي فودور على موقع قاعدة بيانات المصارعة الدولية (الإنجليزية)
- ميهالي فودور على موقع أوليمبيديا (الإنجليزية)
- ميهالي فودور على موقع اللجنة الأولمبية المجرية (الهنغارية)